# Extraliv

Extraliv, 1-up, är en term som används inom exempelvis datorspel och innebär att spelaren får ytterligare ett "liv" eller en extra chans i spelet innan den blir game over. På så sätt behöver inte spelaren börja om från början i spelet med nollställda poäng, utan behåller poäng och andra spelfördelar och kan spela vidare från exempelvis en kontrollpunkt i spelet. Extraliv får man genom att utföra vissa handlingar i spelet. Det kan vara exempelvis genom att hitta och fånga specifika föremål, genom att uppnå en viss prestation eller via byteshandel i spelet. I vissa spel är det möjligt att samla på sig flera extraliv för att på så sätt få chansen att förlänga speltiden avsevärt. Termen 1-up är en omskrivning av engelskans one-up, som annars syftar på någon form av övertag.

## Exempel

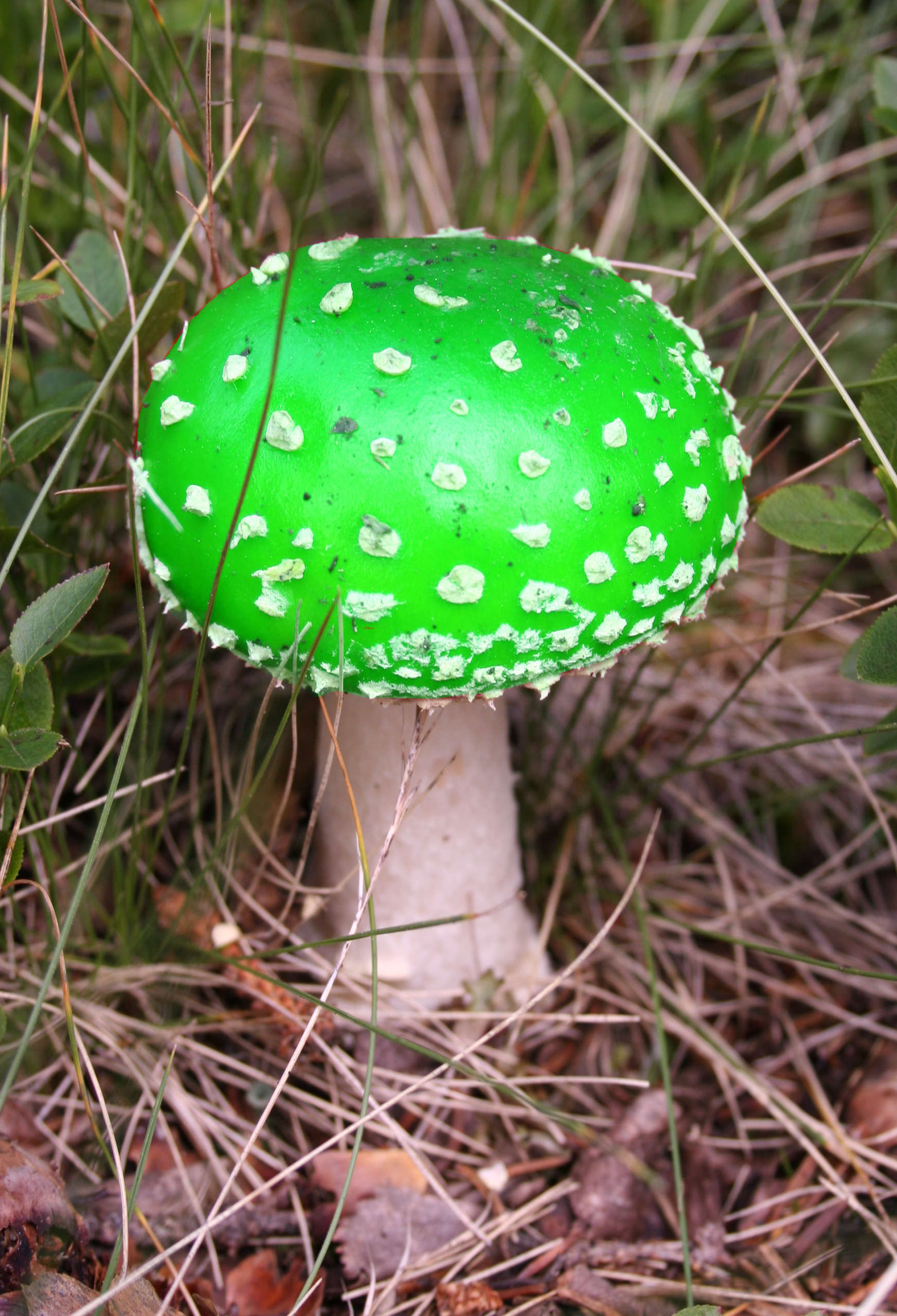
En grön svamp. En vanlig symbol för ett extraliv i TV-spelen om Super Mario.

Exempel på symboler är gröna svampar i TV-spelet Super Mario Bros. Det kan också röra sig om olika sätt att förhålla sig till sitt spelsätt, som att dricka magiska drycker vid rätt tillfälle för att öka chanserna att få tag i ett senare uppkommande extraliv. I de flesta spel är extraliv vanligtvis svåra att få tag på. I vissa spel, till exempel Super Mario Land 2: 6 Golden Coins kan man få mer än ett extraliv utan att samla in fler än ett föremål.